# FSC Żuk
Le FSC Żuk est un  véhicule utilitaire polonais fabriqué par Fabryka Samochodów Ciężarowych de 24 juillet 1959 jusqu'à 13 février 1998.Il fut produit à 587 500 exemplaires toutes versions confondues (fourgon, minibus, plateau-ridelles).

## Historique
Le FSC Żuk est conçu en 1956, le prototype est prêt l'année suivante. Sa présentation officielle a lieu en 1958 à la Foire internationale de Poznań. La présérie de 50 exemplaires sort la même année et la production en série démarre le 24 juillet 1959 après la fin de la production du FSC Lublin-51.
Des nombreux éléments du Żuk tels que châssis, moteur, freins et pont arrière proviennent de FSO Warszawa,.
Le premier Żuk est un pick-up, la surface de la caisse de chargement est égale à presque 4 mètres carrés. Il est possible d'installer une bâche montée sur une armature. Il développe une vitesse de 90 km/h et consomme en moyenne 14 l/100 km.
Au cours de sa fabrication Żuk se voit moderniser. Il reçoit un nouveau moteur d'une puissance de 70 ch, sa caisse de chargement est agrandie (4,9 m2) et la charge utile est de 1 500 kg.
En 1965 à la Foire internationale de Poznań est présentée la version fourgon, sa production en série démarre l'année suivante.
La carrosserie est modifiée en 1968 et l'intérieur de la cabine en 1973. La même année les freins sont modifiés. Deux ans plus tard c'est le tour du moteur et de l'installation électrique. Dès 1977 le FSC Żuk est fabriqué en version camion de pompiers. Dans les années 1980, il est progressivement rendu disponible avec le moteur diesel 4C90, de la firme polonaise Andoria, de 2 417 cm3 développant 70 ch.
Le 13 février 1998 sort des chaînes de montage le dernier Żuk.

## Données techniques
|                                       | Żuk A 03 '58          | Żuk A11B '76          | Żuk A 07 '91          |
| ------------------------------------- | --------------------- | --------------------- | --------------------- |
| longueur :                            | 4310 mm               | 4400 mm               | 4400 mm               |
| moteur :                              | M-20                  | S-21                  | 4C90                  |
| nombre de cylindres :                 | 4                     | 4                     | 4                     |
| distribution :                        | SV                    | OHV                   | SOHC                  |
| cylindrée :                           | 2 120 cm3             | 2 120 cm3             | 2 417 cm3             |
| puissance :                           | 54 ch                 | 70 ch                 | 70 ch                 |
| couple maximal :                      | 122 N m à 2200 tr/min | 150 N m à 2500 tr/min | 146 N m à 2500 tr/min |
| consommation :                        | 14 l/100 km           | 14 l/100 km           | 7 l/100 km            |
| vitesse maximale :                    | 90 km/h               | 105 km/h              | 105 km/h              |
| capacité de la caisse de chargement : | 4 m2                  | 4,6 m2                | 4 m2                  |
| charge utile :                        | 800 kg                | 950 kg                | 900 kg                |
| masse :                               | 1340 kg               | 1400 kg               | 1400 kg               |
| nombre de vitesses :                  | 3+1 (MA)              | 3+1 (MA)              | 4+1 (MA)              |

## Galerie

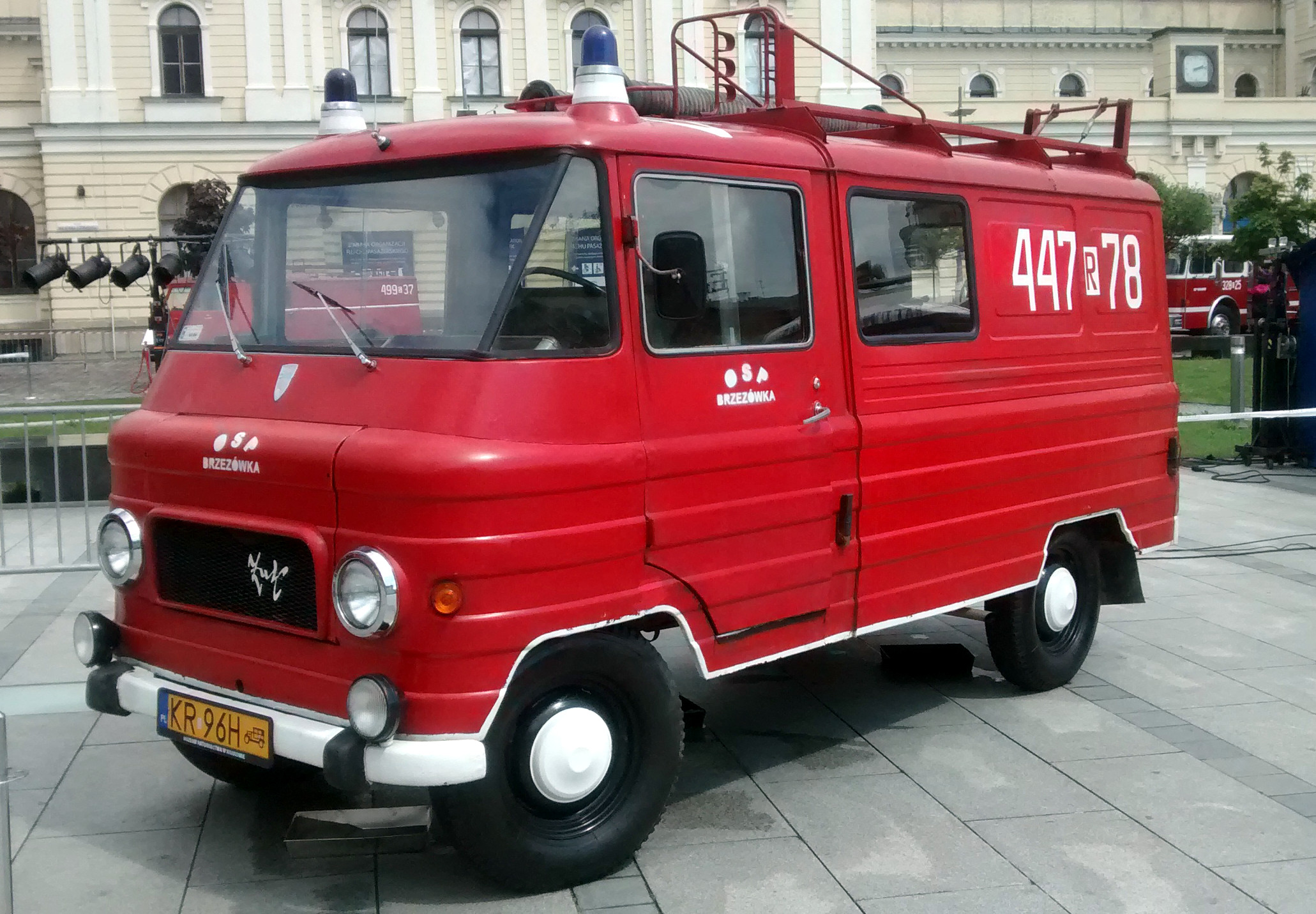
FSC Żuk A-15 camion de pompiers
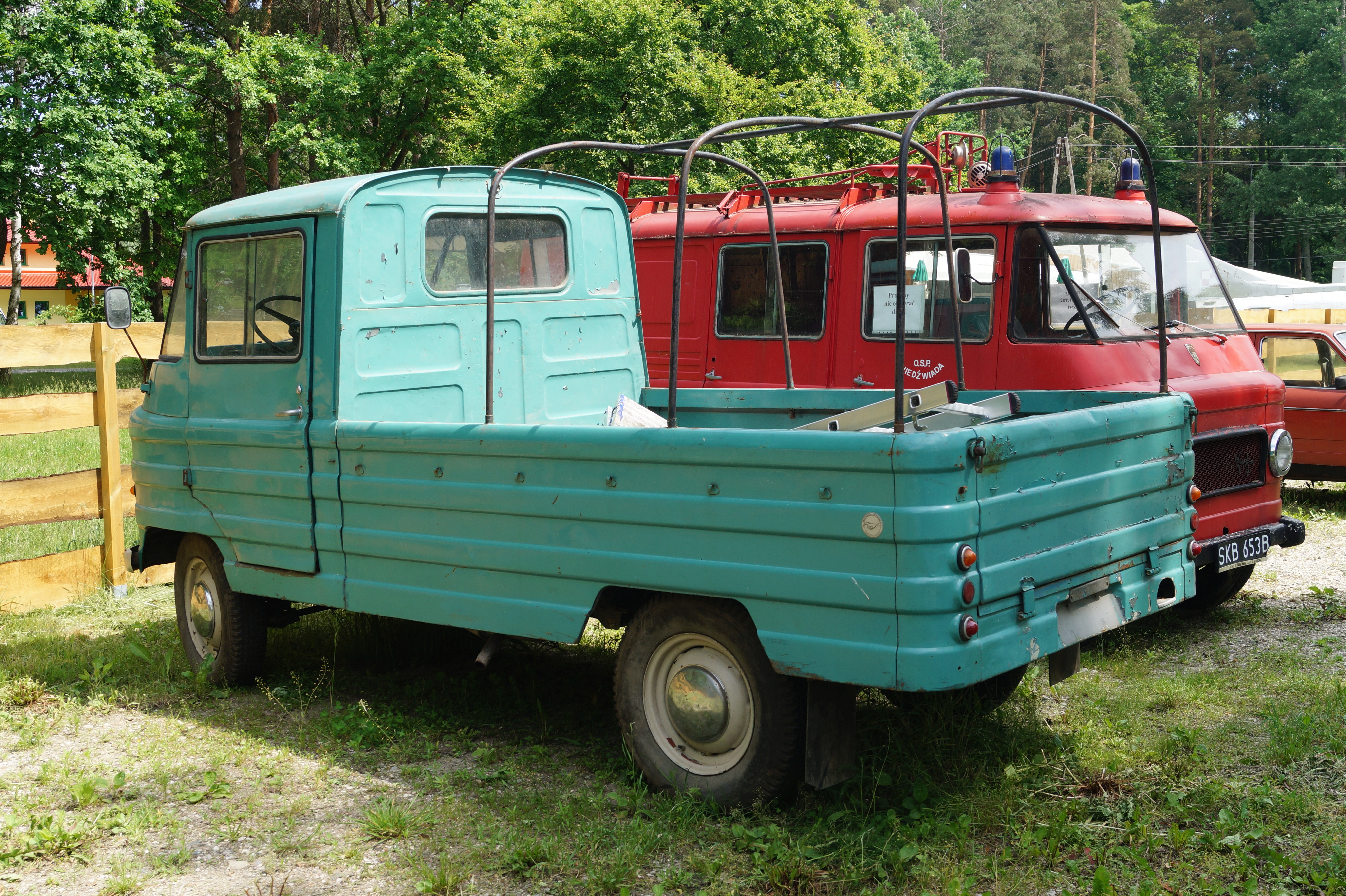
FSC Żuk A-03
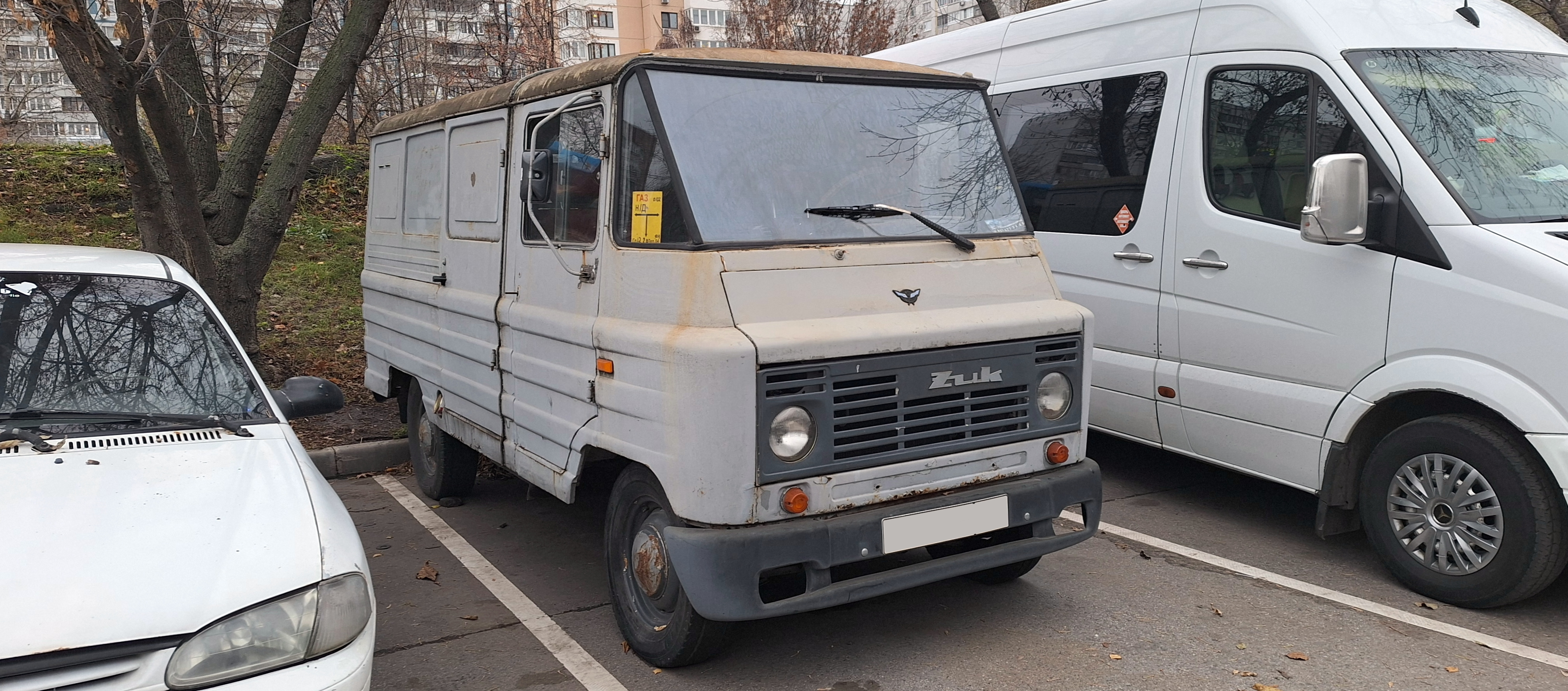
Żuk A06
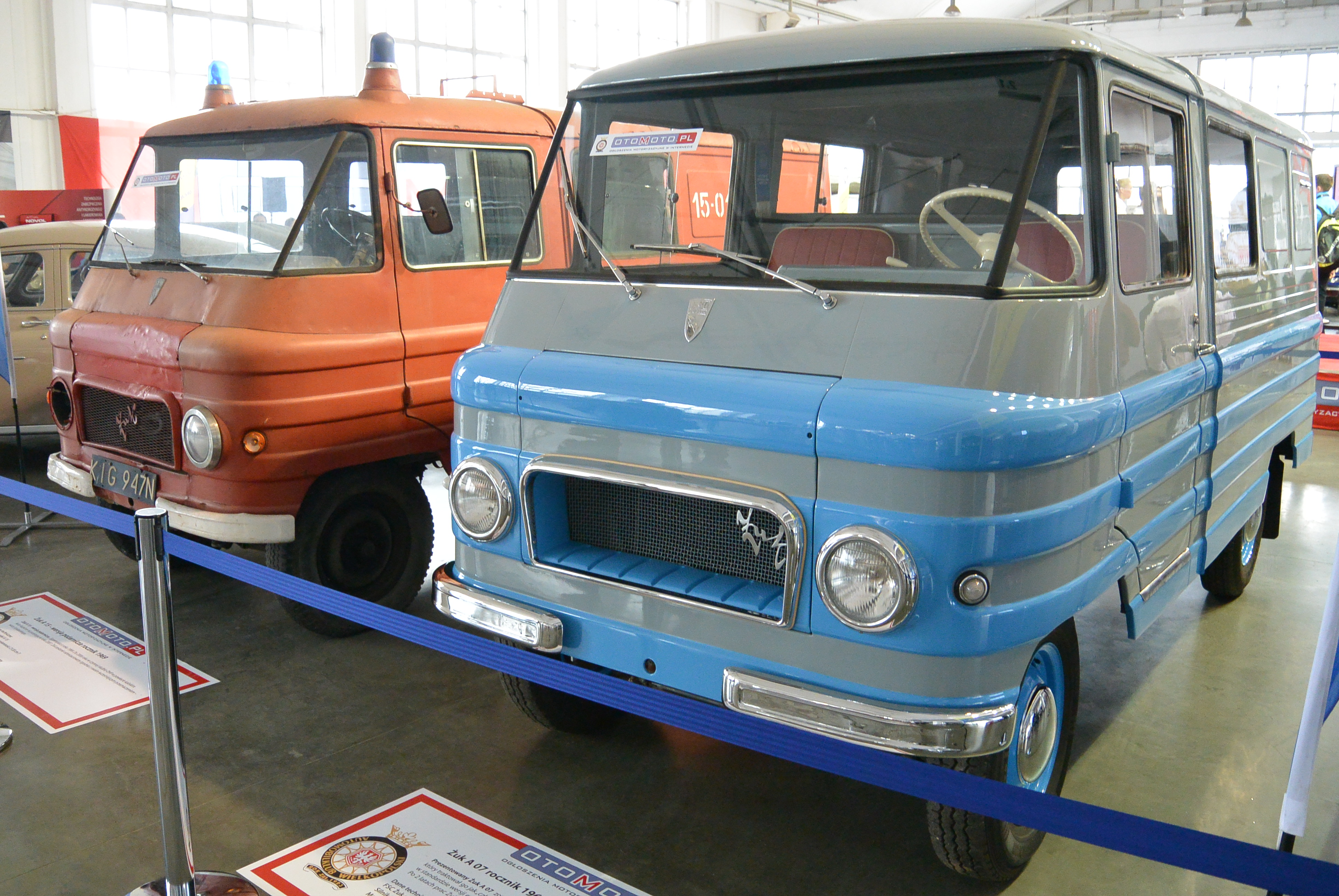
FSC Żuk A-07 de 1968
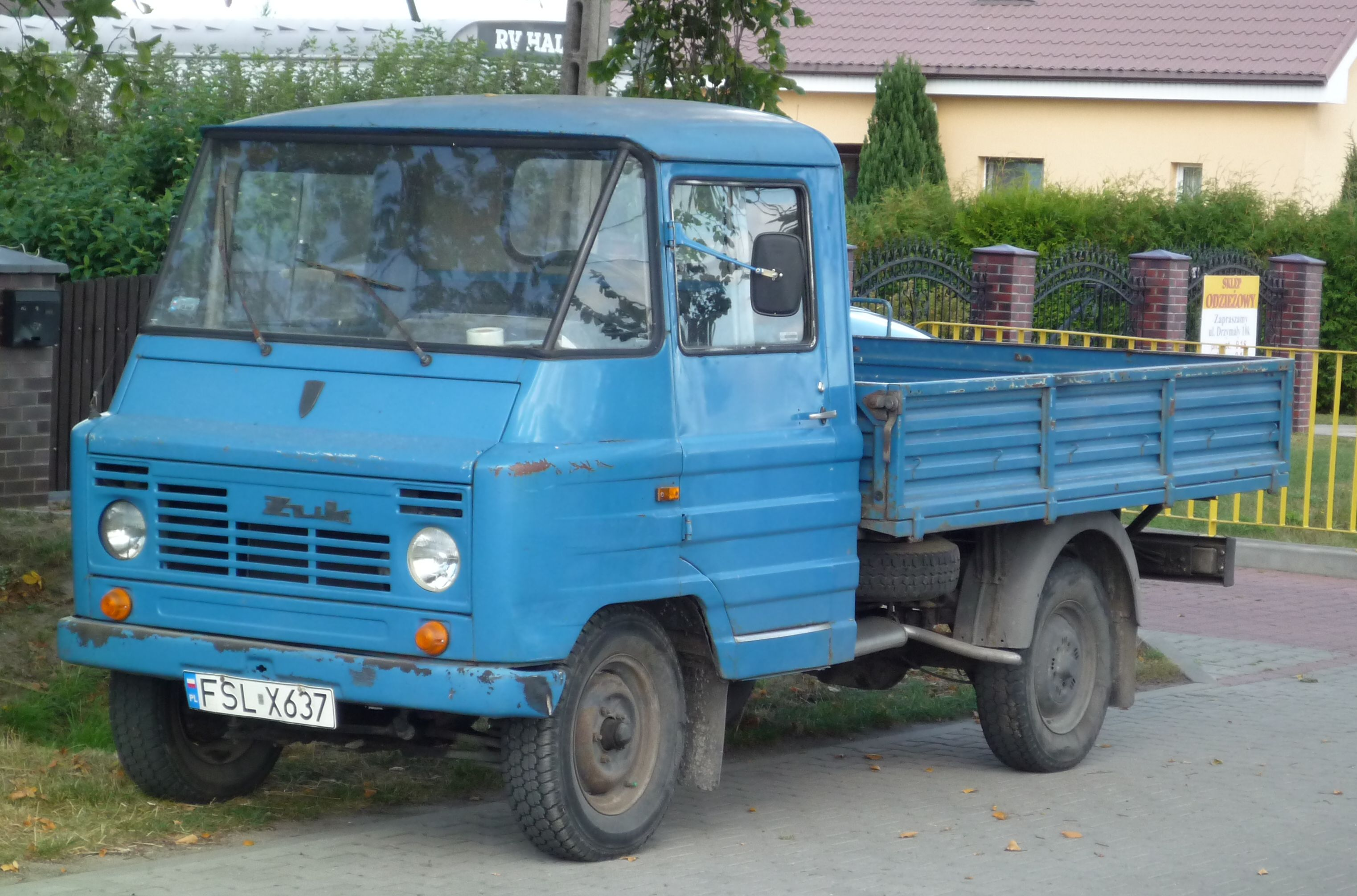
FSC Żuk A-11B
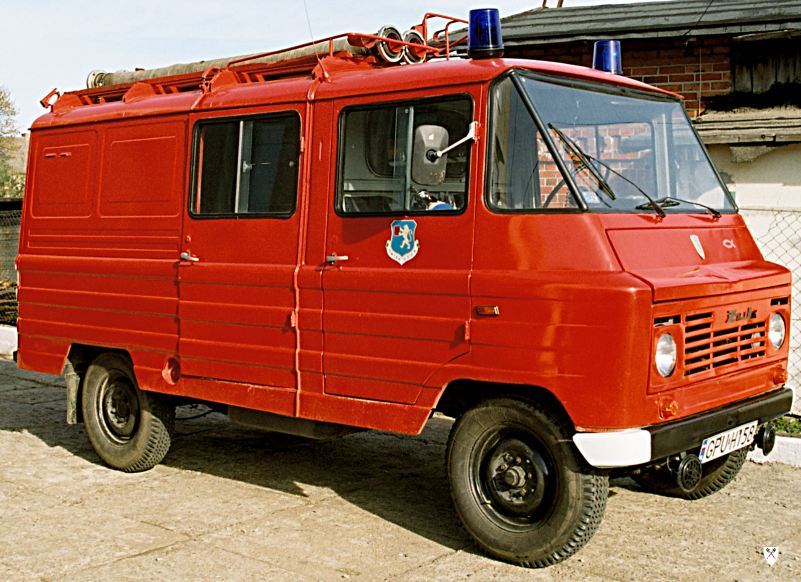
camion de pompiers FSC Żuk A-15C
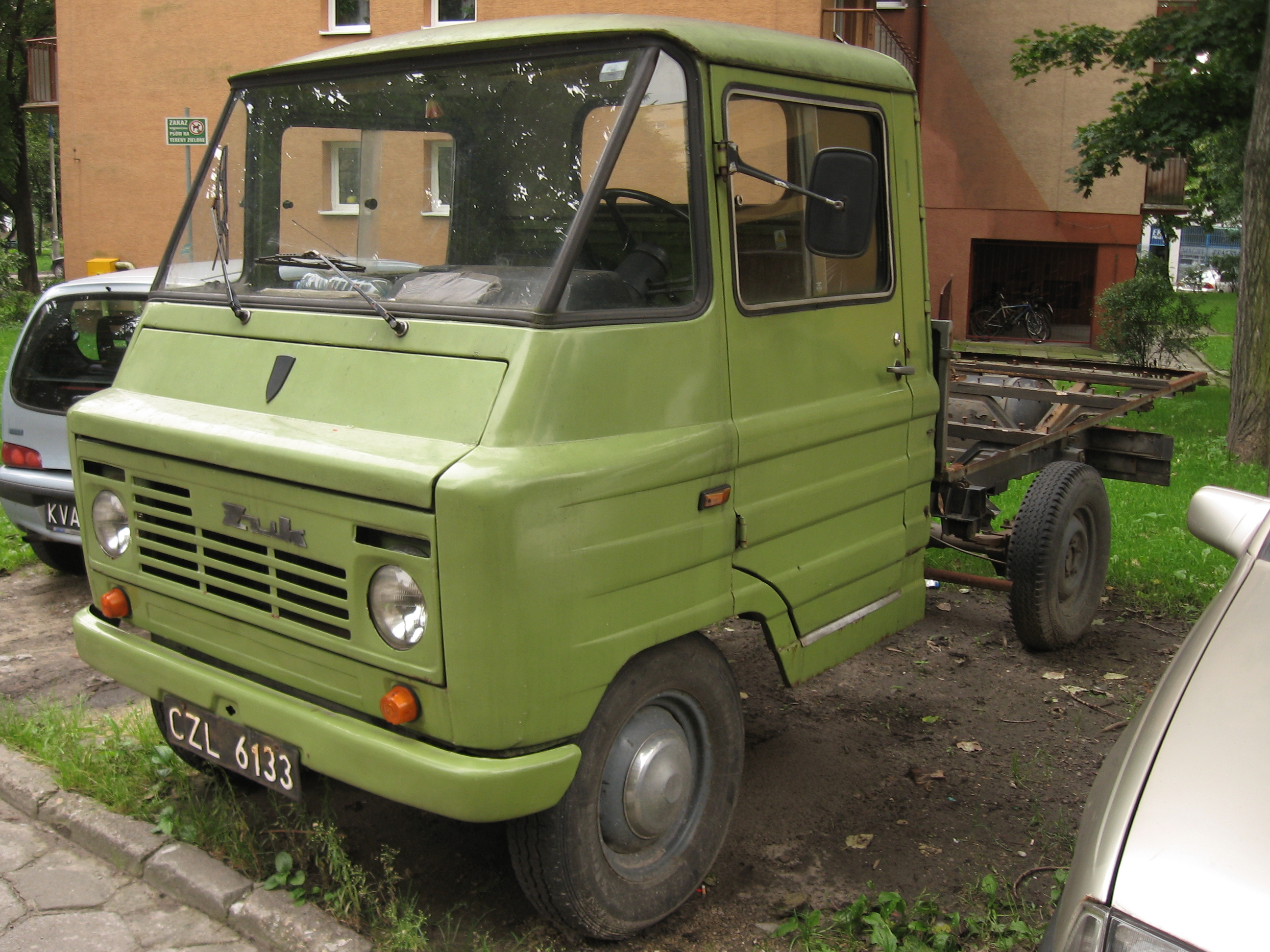
FSC Żuk A-11
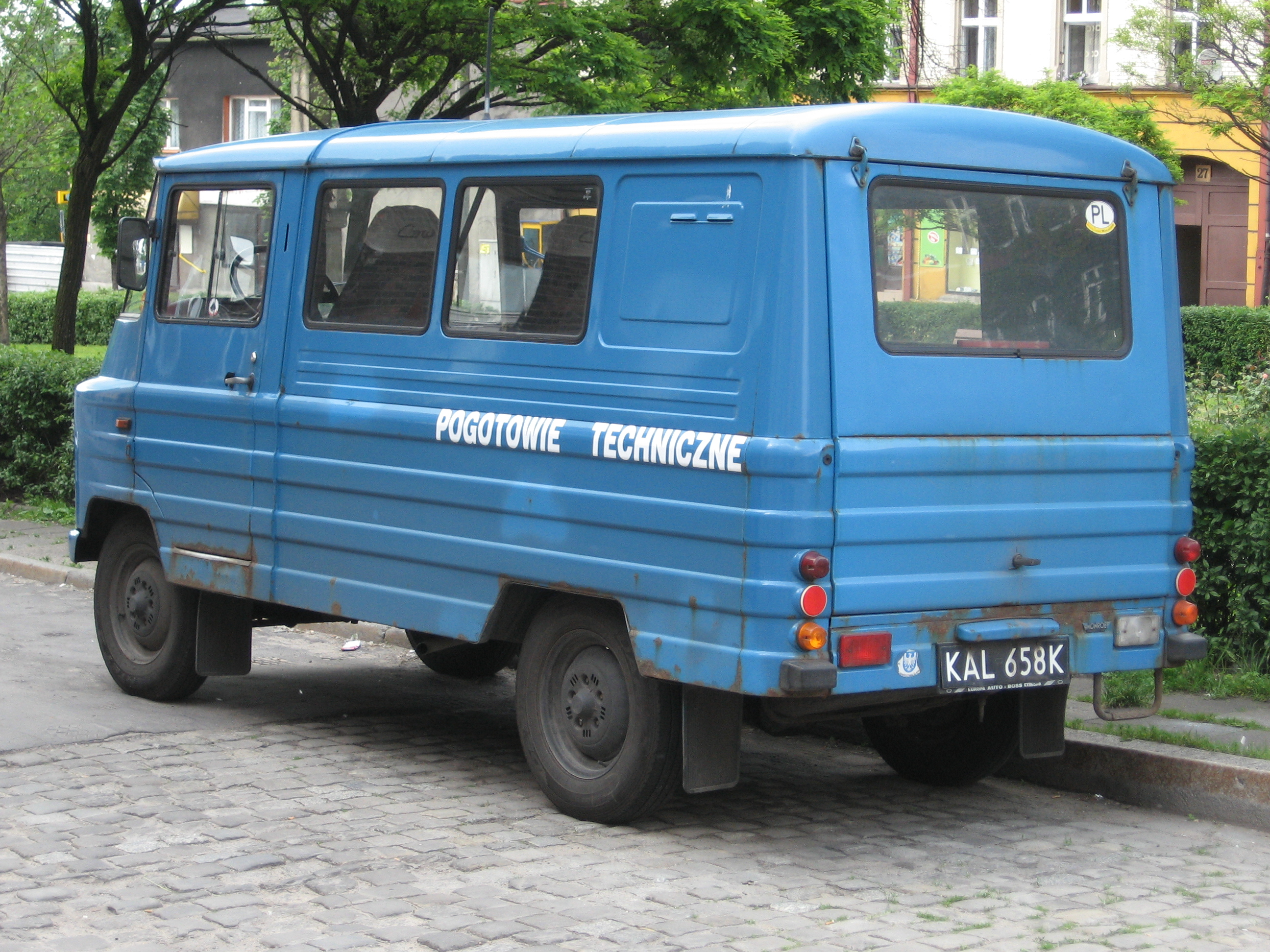
FSC Żuk A-07 – arrière
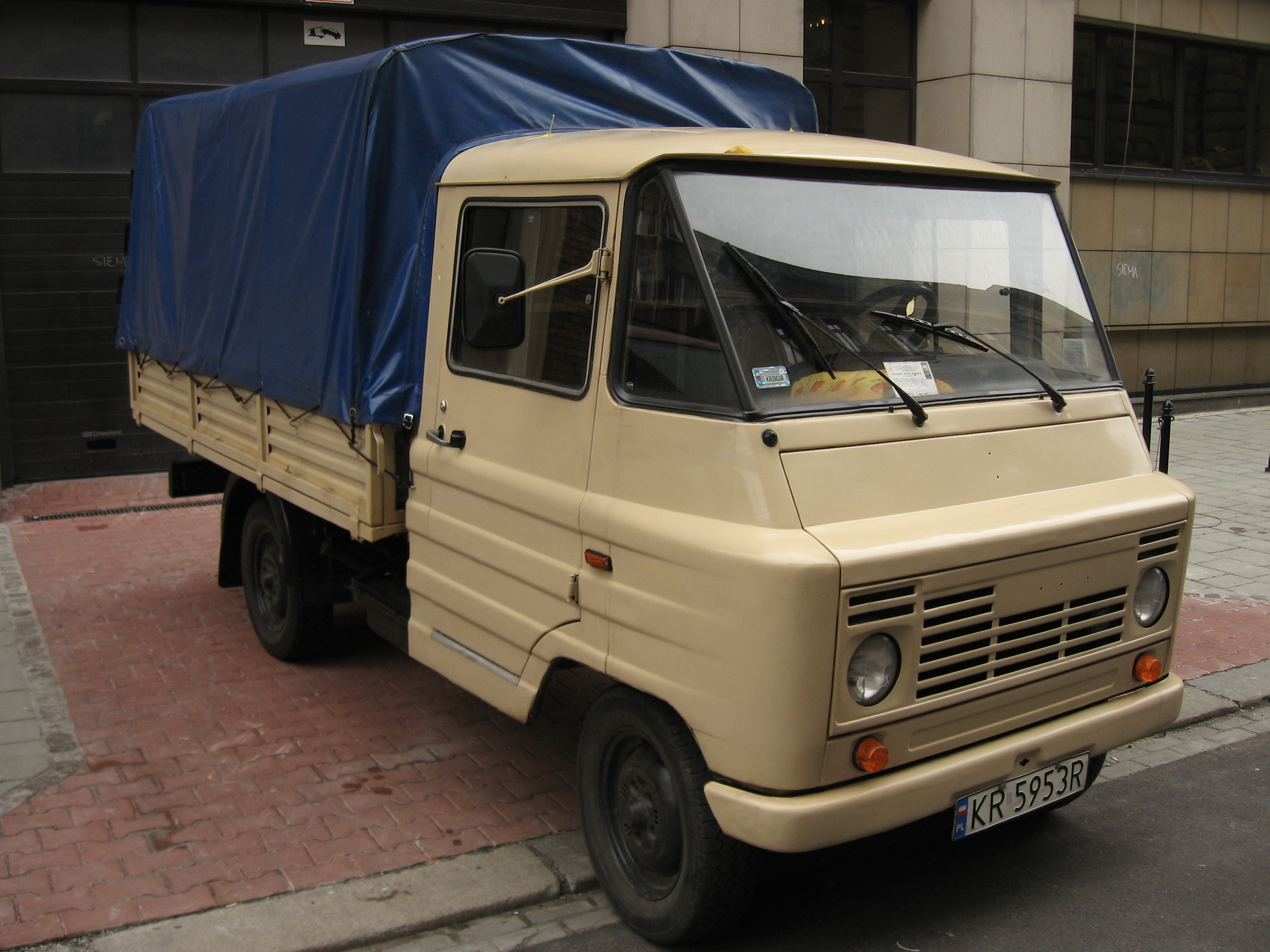
FSC Żuk A-11B
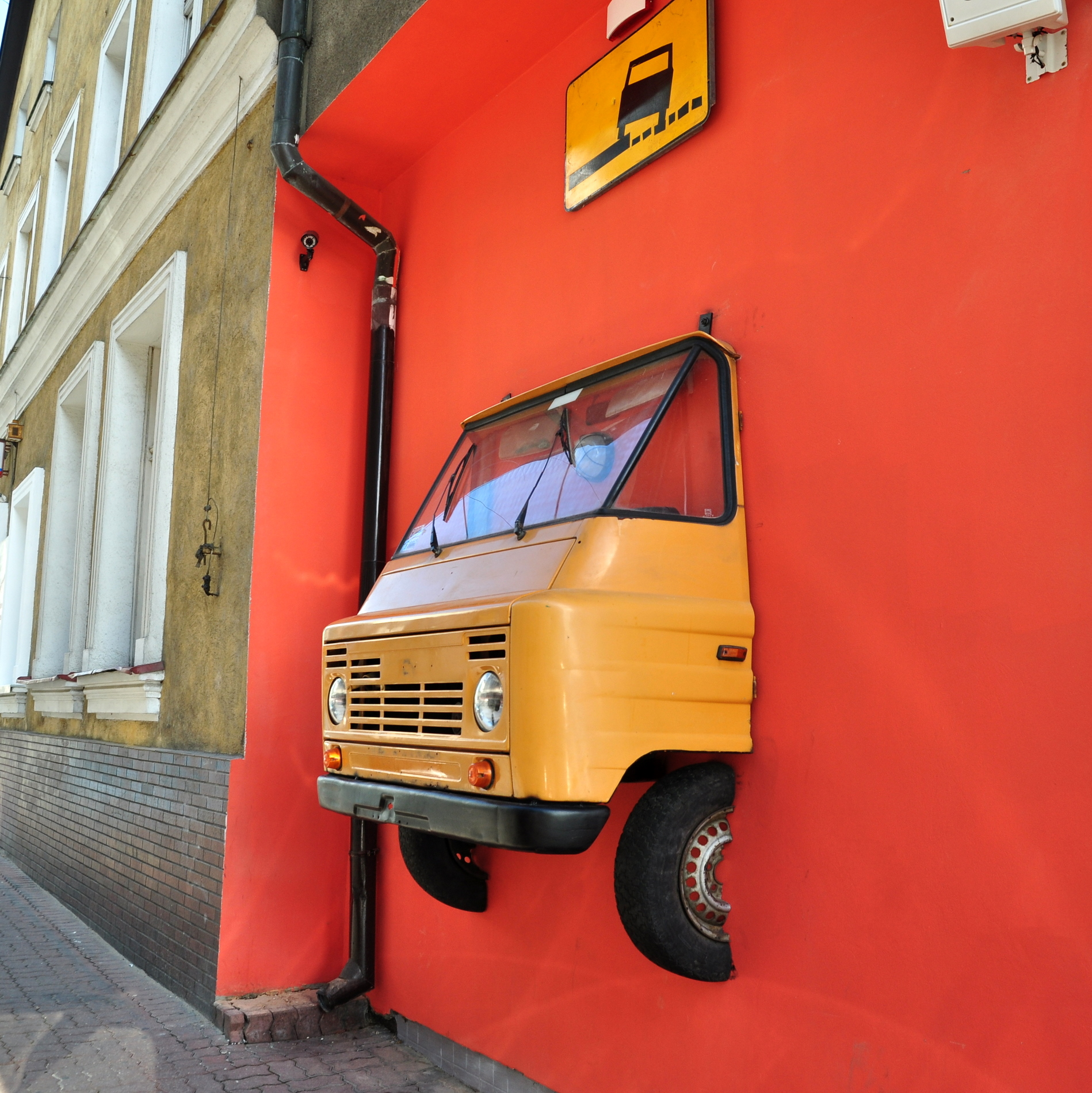
FSC Żuk - décoration d'un club retro